# Al-Fath ibn Khaqan
Abū Naṣr al-Fatḥ ibn Muḥammad ibn Ubayd Allāh ibn Khāqān ibn Abdallah al-Qaysī al-Ishbīlī (en árabe: أبو نصر الفتح بن محمد بن عبيد الله بن خاقان بن عبد الله القيسي الإشبيلي) (nacido en Ishbīliya, actual Sevilla, en fecha desconocida -probablemente 1087- y muerto en Marrakech en el año 1134), más conocido como Al-Fath ibn Khaqan fue un popular antologista andalusí.
Natural de Ishbīliya, en Al-Ándalus, recibió una educación de élite y viajó mucho por la región, entonces bajo manos almorávides. Descrito como un "libertino", sin embargo fue nombrado secretario del emir almorávide de Granada Tasufín ben Alí ben Yúsef, puesto que abandonó casi de inmediato para viajar al Magreb. Se saben pocos datos biográficos de su vida tras su partida más allá del estrecho. Fue asesinado en Marrakech, donde estaba asentado, y según se rumoreaba su muerte pudo haber sido ordenada por el sultán.
Como legado de las obras que recogió quedaron Qalā'id al-'Iqyān (قلائد العقيان), traducido como "Collares de Oro"; un conjunto de Akhbar (o tradiciones) de poetas del Magreb y de Al-Ándalus, que aunó los poemas más florido de sus contemporáneos. Así como Maṭmaḥ al-anfus wa-masraḥ al-taʼannus fī mulaḥ ahl al-Andalus (مطمح الأنفس ومسرح التأنس في ملح أهل الأندلس) (Kābir, Wāsiṭ, Saghīr  – Large, Medium, Small), traducido como "La aspiración de las almas y el teatro de congenialidad en las anécdotas de las gentes de Al-Ándalus", donde contaba la historia de ministros, escribas y poetas andalusíes.
Estas dos obras están escritas en prosa rimada llena de expresiones metafóricas y son una excelente fuente de información sobre el apogeo de las letras andalusíes.